# Maksim Oluić
Maksim Oluić (Zagabria, 20 maggio 1998) è un ex calciatore croato, di ruolo difensore.

## Caratteristiche tecniche
È un difensore centrale.

## Carriera

### Club
Cresciuto nel settore giovanile della Lokomotiva Zagabria, ha esordito in prima squadra il 7 luglio 2016 in occasione dell'incontro di qualificazione per la UEFA Europa League 2016-2017 vinto 4-0 contro il FC Santa Coloma.